# 分叉洁皿蛛
分叉洁皿蛛（学名：Centromerus forficalus）为皿蛛科洁皿蛛属的动物。在中国大陆，分布于山西等地。该物种的模式产地在山西关帝山。